# Sophia Elisabeth Plowden

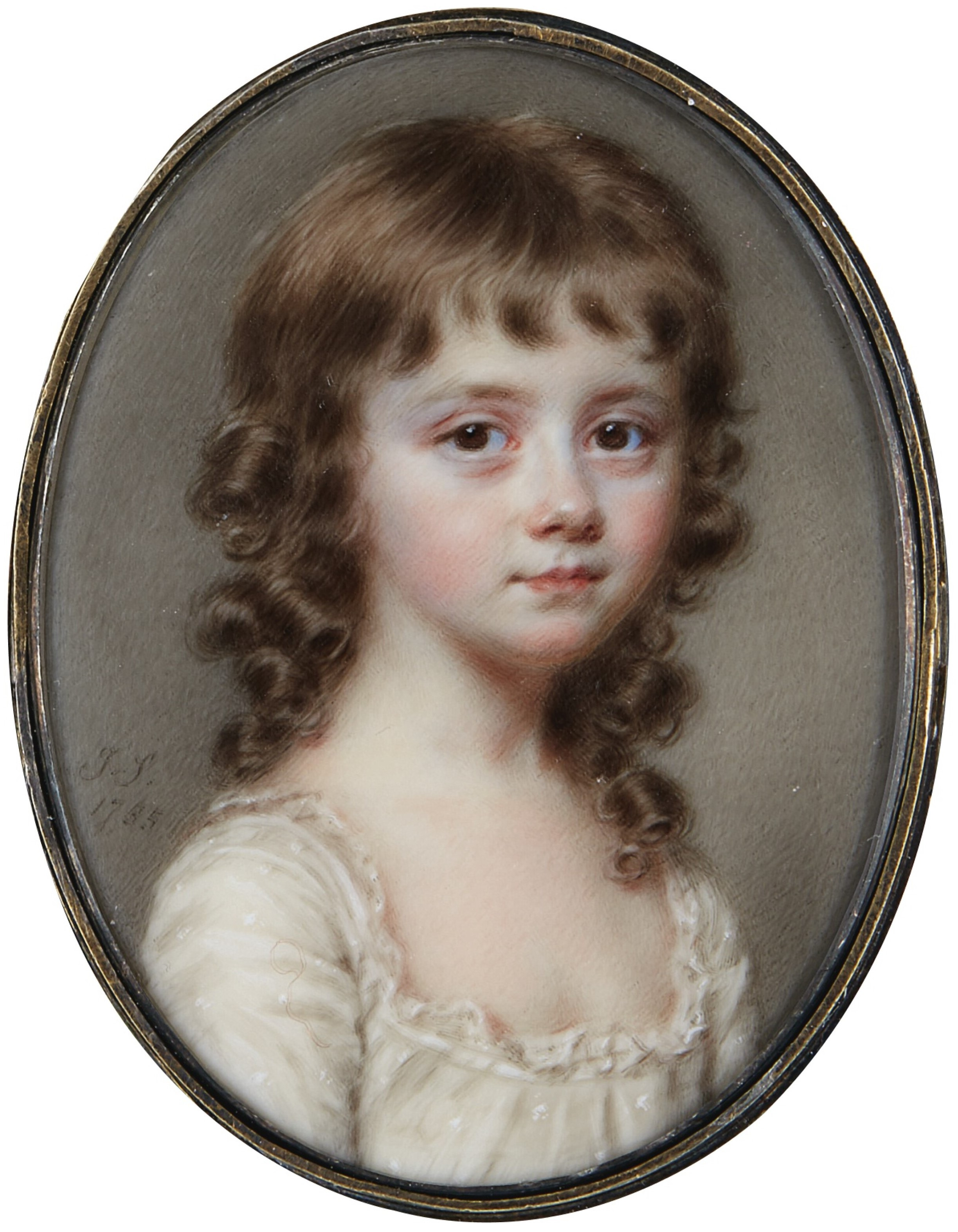
Pintura de Sophia Plowden quan era nena. Realitzada per John Smart. Aquesta pintura es conserva a la col·lecció de la British Library i es pot veure a la pàgina de la British Library dedicada a Sophia Plowden.

Sophia Elizabeth Plowden (1777–1863) va ser una dona britànica destacada per la seva contribució a la música hindustànica i la seva interacció amb la cultura musical de l'Índia durant el període mogol tardà.

## Orígens i viatge a l'Índia
Nascuda a Londres, Sophia Plowden es va traslladar a l'Índia amb el seu marit, Richard Chicheley Plowden, un funcionari de la Companyia Britànica de les Índies Orientals. Entre 1777 i 1790, van residir a Calcuta i posteriorment a Lucknow, on ella va establir vincles amb la cort mogola i la seva influent cultura musical.

## Col·laboració amb Khanum Jan
A Lucknow, va conèixer Khanum Jan, una reconeguda cortesana i cantant virtuosa. Plowden va recopilar una sèrie de cançons perses i hindustàniques, conegudes com a "Hindustani Airs", que reflectien la riquesa musical de la cort mogola. Aquestes composicions es van preservar gràcies a la seva dedicació i interès per la música local.

## Llegat i influència
Les col·leccions de Plowden ofereixen una visió única de la música de la cort mogola i han estat fonamentals per als estudiosos de la música hindustànica. La seva feina ha estat reconeguda per la seva contribució a la preservació i comprensió de la música de l'Índia del segle XVIII.
Sophia Plowden va morir a Londres el 1863, deixant un llegat durador en la història de la música i la cultura hindustànica.